# 鐵砧嶼
鐵砧嶼，為台灣澎湖縣白沙鄉的一個島嶼，為了與位於澎湖縣望安鄉的同縣同名島嶼鐵砧區隔，又稱北鐵砧嶼，面積約0.0064平方公里。島嶼位在白沙鄉後寮村北方約4公里處。島嶼以其北側有如西吉嶼灶籠的巨大海蝕洞而聞名，近年來常有觀光船隻駛入參觀。